# Vita Nel
Vita Nel, née le 11 décembre 1975 à Zaporijjia en Ukraine, est une joueuse de volleyball de plage sud-africaine. Avec sa coéquipière Judith Augoustides, elle a participé aux Jeux olympiques d'été de 2008.